# Mumias
Mumias este un oraș din Kenya, în care își desfășoară activitatea Fabrica de Zahăr Mumias.